# بولشيي كولباني
بولشيي كولباني (بالروسية: Большие Колпаны) هي مدينة في مقاطعة لينينغراد أوبلاست في روسيا.